# Stjepan Gomboš
Stjepan Gomboš (Sombor, 10. ožujka 1895. – Zagreb, 27. travnja 1975.), hrvatski arhitekt židovskog podrijetla.
Diplomirao je u Budimpešti, a od 1922. godine radio u Zagrebu kod R. Lubynskog i H. Ehrlicha. Surađujući s M. Kauzlarićem izveo je mnogo stambenih, stambeno-poslovnih i javnih zgrada te više obiteljskih kuća u Zagrebu, na Hvaru, Korčuli i Koločepu.  Izveo je adaptacije kavane "Corso" u Zagrebu, "Gradske kavane" u Dubrovniku, hotela na Lapadu i sudske palače u Splitu. Nakon 1945. izveo je industrijske objekte u Zagrebu, Slavonskom Brodu, Varaždinu i drugdje. Pisao je stručne članke, a suradnja s Kauzlarićem značajan je doprinos hrvatskoj modernoj arhitekturi.

Dobitnik je nagrade Vladimir Nazor i Viktor Kovačić za životna djela.